# Indeks przestrzenny
Indeks przestrzenny (ang. spatial index) – indeks używany przez przestrzenne bazy danych w celu optymalizacji zapytań przestrzennych. Indeksy używane przez bazy danych innych typów nie nadają się do efektywnej obsługi dodatkowych, geometrycznych typów danych. Przykładowo, nie mogą efektywnie wskazać, jak daleko są rozmieszczone względem siebie dwa punkty i czy punkty zawierają się w wybranym obszarze w przestrzeni. Najczęściej używane metody indeksowania to:
- Siatka (indeks przestrzenny),
- Porządek Z (krzywa),
- Drzewa czwórkowe,
- Drzewa ósemkowe,
- UB-drzewa,
- R-drzewa - Najczęściej wybierana metoda indeksowania danych przestrzennych. Obiekty geometryczne (wielokąty, linie i punkty) są grupowane przy użyciu algorytmu minimalnej obwiedni prostokątnej (ang. Minimum Bounding Rectangle, MBR). Obiekty są dodawane do MBR, do indeksu wskazującego na najmniejszy przyrost wielkości dodawanych obiektów,
- Drzewo kd,
- Drzewo BVH,
- Drzewo przedziałowe - w przypadku zapytań jednowymiarowych,